# 邝赞 (任丘)
邝贊，生卒年不詳，籍贯直隶任丘人，明朝政治人物，举人出身，任浙江知县 。

## 簡歷
按《古今图书集成•氏族典卷•诸姓部》的记载：邝贊，按《万姓统谱》：“邝赞，籍贯直隶任丘人，明朝景泰年间中癸酉举人，任浙江省知县。”。